# Go-Toba
Keizer Go-Toba (後鳥羽天皇, Go-Toba-tennō, 6 augustus 1180 - 28 maart 1239) was de 82e keizer van Japan, volgens de traditionele opvolgvolgorde. Hij regeerde van 20 augustus 1183 tot 11 januari 1198. Daarna regeerde hij nog tot 1221 door als Insei-keizer.

## Genealogie
Go-Toba was vernoemd naar de voormalige keizer Toba. Het voorvoegsel go- (後), kan worden vertaald als “later” of “tweede”, waardoor zijn naam vrij vertaald “Toba de tweede” betekent. Zijn persoonlijke naam (imina) was Takahira-shinnō (尊成親王). Hij stond daarnaast ook bekend als Takanari-shinnō
Go-Toba was de vierde zoon van keizer Takakura, en derhalve kleinzoon van keizer Go-Shirakawa. Zijn moeder was Fujiwara no Shokushi.
Go-Toba had in zijn leven 11 keizerinnen en hofdames, met wie hij 18 kinderen kreeg. Onder deze kinderen bevonden zich de latere keizers Tsuchimikado en Juntoku.

## Leven
Go-Toba werd reeds op zijn derde tot keizer gekroond, daar de vorige keizer, Antoku, de keizerlijke stad moest ontvluchten vanwege Minamoto no Yoshinaka. Go-Toba’s kroning werd mogelijk gemaakt door Insei-keizer Go-Shirakawa, en gesteund door de hofofficieren die tegen de Tairaclan waren.
Toen Go-Toba werd gekroond, waren de keizerlijke relikwieën nog in het bezit van Antoku. Zodoende werd Go-Toba de eerste keizer die deze relikwieën niet overnam van de vorige keizer bij zijn kroning.
Go-Toba ontwikkelde tijdens zijn regeerperiode vaardigheden op het gebied van kalligrafie, dichtkunst, schilderen, muziek en het smeden van zwaarden. Verder had hij interesse in boogschieten en zwaardvechten. Een van zijn grootste bijdragen aan de Japanse literatuur was de Shin Kokin Wakashū.
In 1192 stierf Go-Shirakawa. Rond dezelfde tijd werd het Kamakura-shogunaat, het eerste shogunaat van Japan, opgericht. Hierdoor verdween weliswaar de Insei-keizer, maar bleef Go-Toba toch grotendeels machteloos daar het shogunaat de ware macht in het land overnam. In 1198 dwong het shogunaat Go-Toba tot aftreden. Go-Toba bleef net als zijn grootvader wel doorregeren als Insei-keizer, maar met beduidend minder macht dan de vorige Insei-keizers.
Tijdens zijn periode als Insei-keizer, besloot Go-Toba om leden van de Jōdo shū-sekte in Kioto te vervolgen. Een veelgehoord motief hiervoor is dat de tempels in Kioto deze sekte als een bedreiging zagen, maar wat mogelijk ook meespeelde was dat twee van Go-Toba’s hofdames zich buiten zijn weten om tot de sekte hadden bekeerd.
In 1221 ondernam Go-Toba een opstand tegen het Kamakura-shogunaat om de keizerlijke macht te herstellen. Deze opstand staat bekend als de Jokyu-oorlog. Go-Toba werd gesteund door enkele samoerai die ook tegen het shogunaat waren, maar de meeste samoerai in Japan kozen partij voor het shogunaat. De opstand mislukte, waarna Go-Toba werd verbannen naar de Oki-eilanden. Daar stierf hij uiteindelijk. Zijn lichaam werd aanvankelijk ook hier begraven, maar later deels verplaatst naar Kioto.
* Regent Jingu staat niet op de traditionele lijst.